# الملك (ورق اللعب)

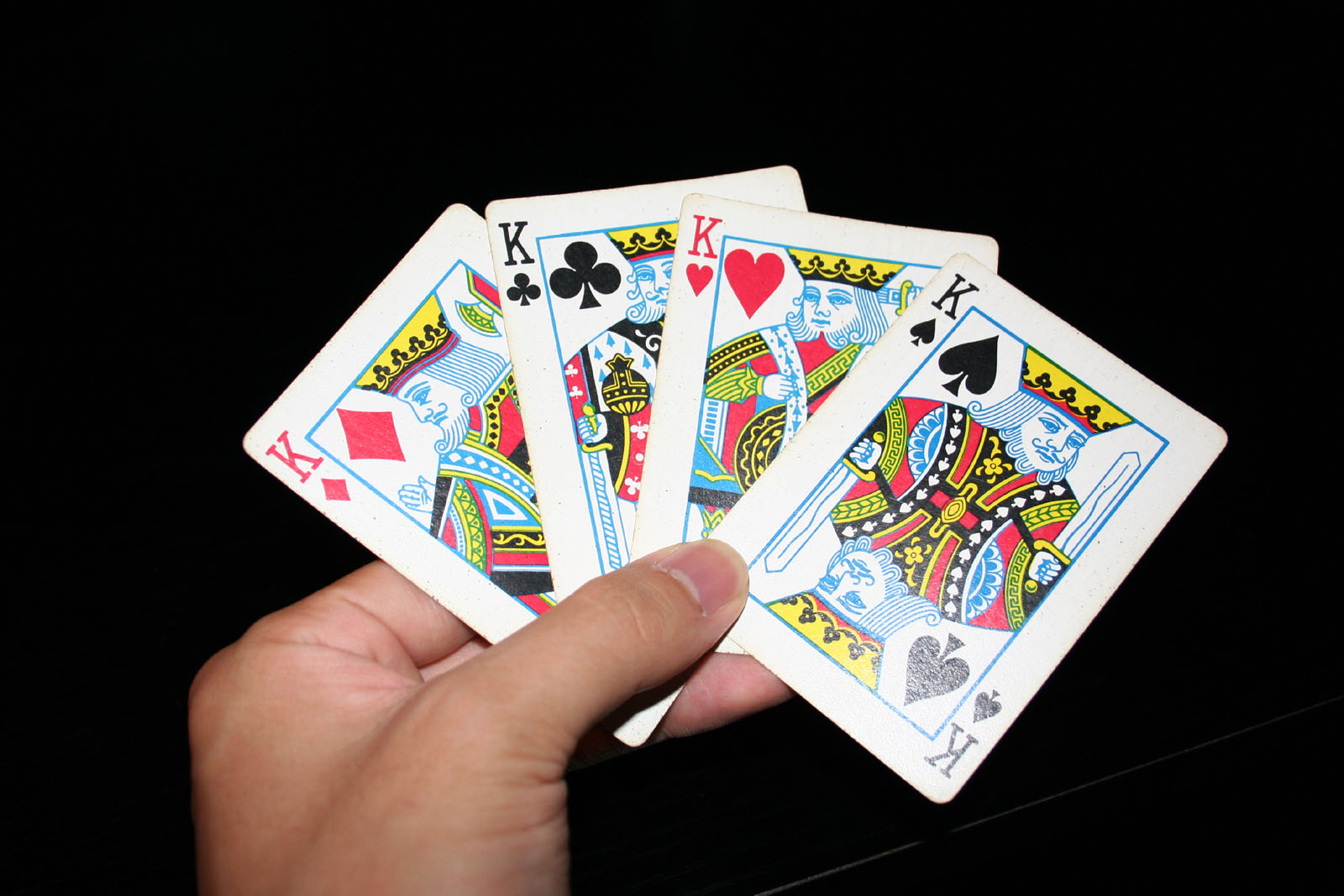
الملوك الأربعة في ورق اللعب.

في ورق اللعب، الملك (بالإنجليزية: King)‏ هو ورقة لعب مع صورة ملك عليها، بالإضافة لحرف (k)، الذي يُمثّل الحرف الأول من كلمة ملك في اللغة الإنكليزية، وهي ثاني أقوى بطاقة في ورق اللعب بعد الأص، ويُسمّى في بعض الدول العربية بالشايب أو الشيخ. في أوراق اللعب الإيطالية والإسبانية، يأتي بعد الملك من حيث القوة ورقة الفارس، أما في أوراق اللعب الألمانيّة والسويسرية، فإنّها تسبق ورقة الأوبر (Ober).
في بعض الألعاب، تكون بطاقة الملك هي أقوى الأوراق، وفي ألعاب أخرى هي الأص. بدأ استعمال بطاقة الآص لتكون أقوى من بطاقة الملك في حوالي 1500م، وتُعّد لعبة ترابولا (Trappola) أقدم لعبة ورق معروفة تكون فيها بطاقة الأس هي الأقوى في المجموعات الأربعة.
يوجد في مجموعة ورق اللعب أربع ملوك وهم:
- ملك الكبة أو ملك القلوب ♥
- ملك البستوني ♠
- ملك السباتي ♣
- ملك الديناري أو ملك الماس ♦

## نبذة تاريخية

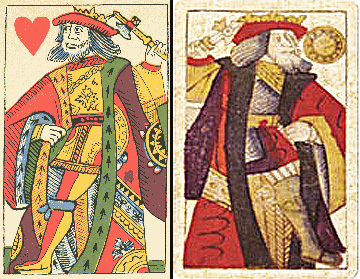
مقارنة بين أنماط مختلفة لبطاقة الملك.إلى اليسار: نمط روان الفرنسي، إلى اليمين نمط توليدو الإسباني.

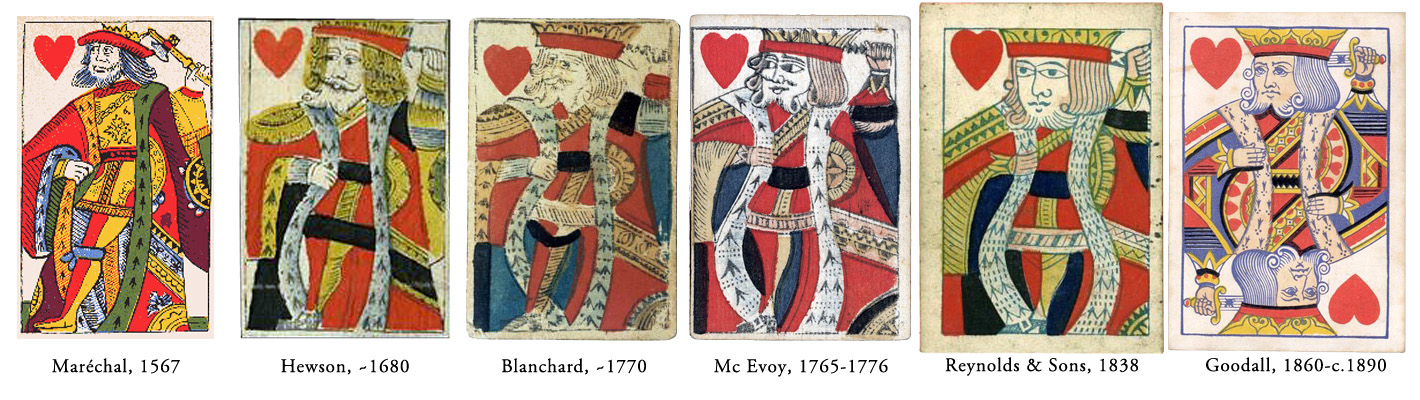
مقارنة لتطور شكل ملك الكبة، حيث يظهر في أقصى اليسار حاملاً لفأس قرب رأسه، إلا أنّ إعادة الرسم غير الدقيقة على مدى سنوات سببت غياب الفأس وتحوله إلى سيف بجانب الرأس في أقصى اليمين.

بطاقة الملك هي أقدم بطاقة في مجموعة الأوراق، وأغلب الظن أنها تعود بالأصل إلى لعبة جانجيفه (Ganjifeh)، وفيها يُصوّر الملك جالساً على عرش، وهي أقوى من بطاقة النائب التي تُصوّر فيها الشخصية على ظهر الحصان. وصلت بطاقات اللعب إلى إيطاليا وإسبانيا عن طريق المماليك والمورييين. إنّ أفضل مجموعة أوراق لعب مملوكية حالةً وأكثرها اكتمالاً، هي مجموعة قصر طوب قابي، ولا يظهر فيها أشكال بشريّة، لكنها تكتفي بعرض الرتب، وذلك لأسباب دينية. من غير المؤكد فيما إذا كانت مجموعة قصر طوب قابي تُمثّل كامل مجموعة أوراق اللعب، أم أنّها صُممت من أجل من أجل الترف والعرض. وجدت أجزاء من ورق لعب تمثل ملكاً جالساً في مصر، وهو ما يبدو صلة الوصل التي تفسّر وصول ورق اللعب إلى أوروبا من بلاد فارس والهند.
إن تمثيل الملك جالساً كان شائع جداً في أوروبا. خلال القرن الخامس عشر، ابتدأ تمثيل الملك واقفاً من إسبانيا. في فرنسا، تم استخدام مجموعة أوراق اللعب الإسبانية قبل أن يقوم الفرنسيون بتطوير مجوعة أوراق اللعب الخاصة بهم في حوالي العام 1480م، وقد استخدمت العديد من التصاميم الإسبانية لهذا الغرض. قام الإنكليز باستيراد بطاقات اللعب من روان حتى بدايات القرن السابع عشر، وبعد ذلك تم منع استيراد بطاقات اللعب الأجنبية. يُشار إلى ملك الكوبة أحياناً بالملك المُنتحر، والسبب في ذلك هو الصورة الخاصة به التي تظهره زكأنه يغرس سيفه في رأسه، ويعود سبب ذلك إلى قرون من إعادة رسم التصميم الأصلي بشكلٍ غير دقيق، حيث تحوّل ملك الكبة من تلويح الفأس بجانب رأسه إلى غرزه للسيف فيه في النهاية.
بدءاً من القرن الخامس عشر، بدء المصنعون الفرنسيون بإلحاق أسماء بأوراق اللعب، سواء كانت مأخوذة من التاريخ أو من الأساطير، لكن ذلك انتهى مع الثورة الفرنسية في نهاية القرن الثامن عشر. على أي حال فقد أصبح ذلك هو الشكل السائد في نمط الأوراق الباريسي، الذي أصبح النمط المسيطر في حوالي العام 1780م، وقد كانت أسماء الملوك في النمط الباريسي هي:
|      |         |             |                 |
| داود | شارلمان | يوليوس قيصر | الإسكندر الأكبر |

لاحقاً اشتقت معظم الأنماط في أوروبا من النمط الباريسي، ولكنّها أسقطت الأسماء عن البطاقات.

## أمثلة عن البطاقات
- أمثلة من بطاقات اللعب الفرنسية:

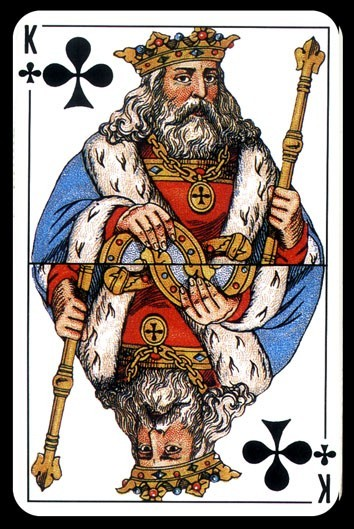
ملك السباتي (النمط الروسي).
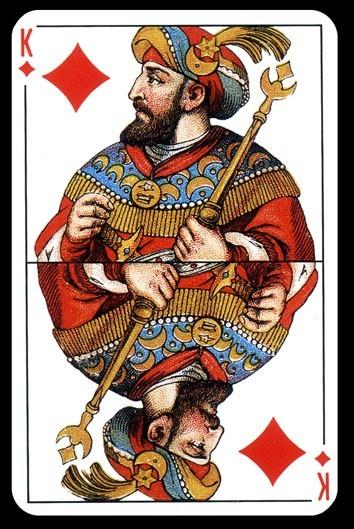
ملك الديناري (النمط الروسي).
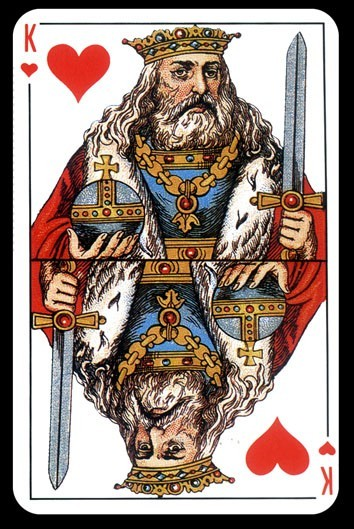
ملك الكبة (النمط الروسي).
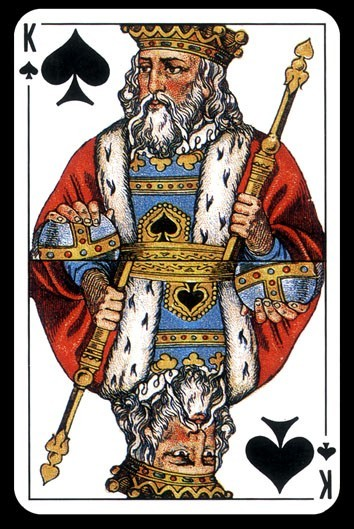
ملك البستوني (النمط الروسي).

- أمثلة من بطاقات اللعب الإيطالية:

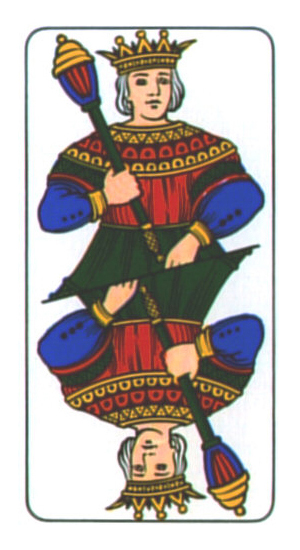
ملك السباتي (نمط بيرغامو).
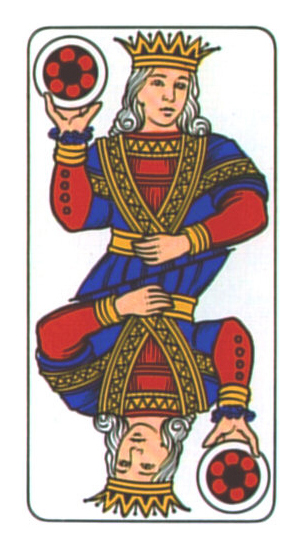
ملك النقد (نمط بيرغامو).
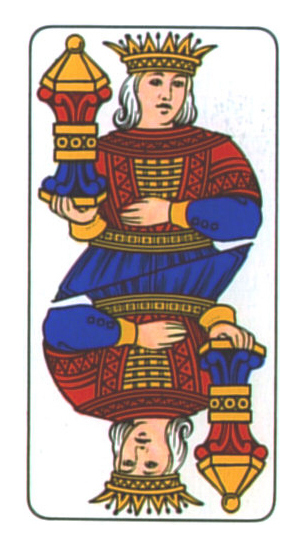
ملك الكؤوس (نمط بيرغامو).
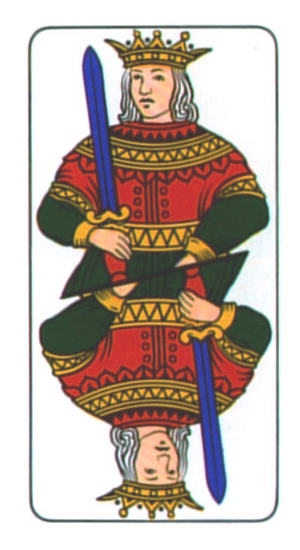
ملك السيوف (نمط بيرغامو).

- أمثلة من بطاقات اللعب الإسبانية:

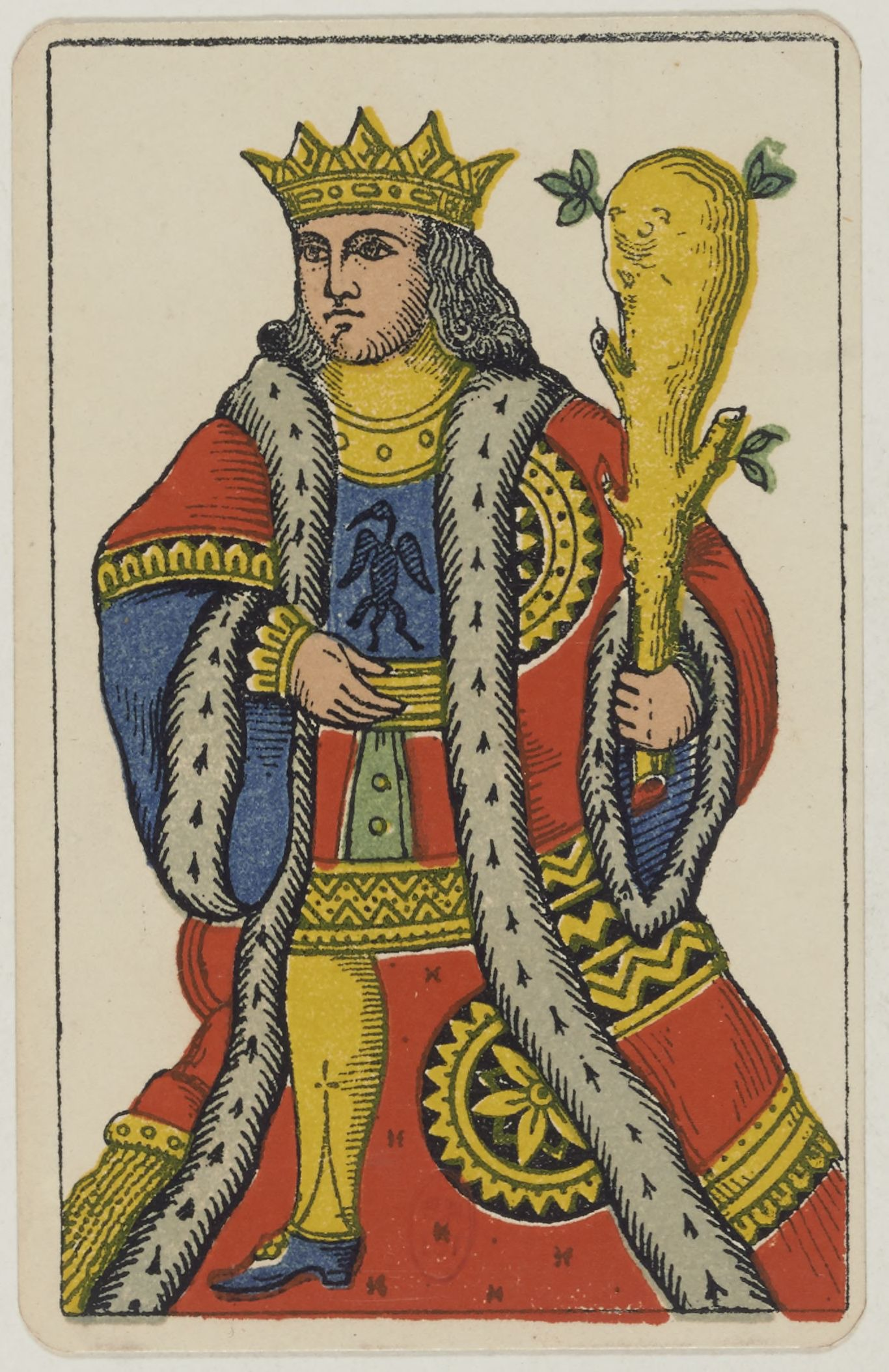
ملك السباتي (نمط أليوت).
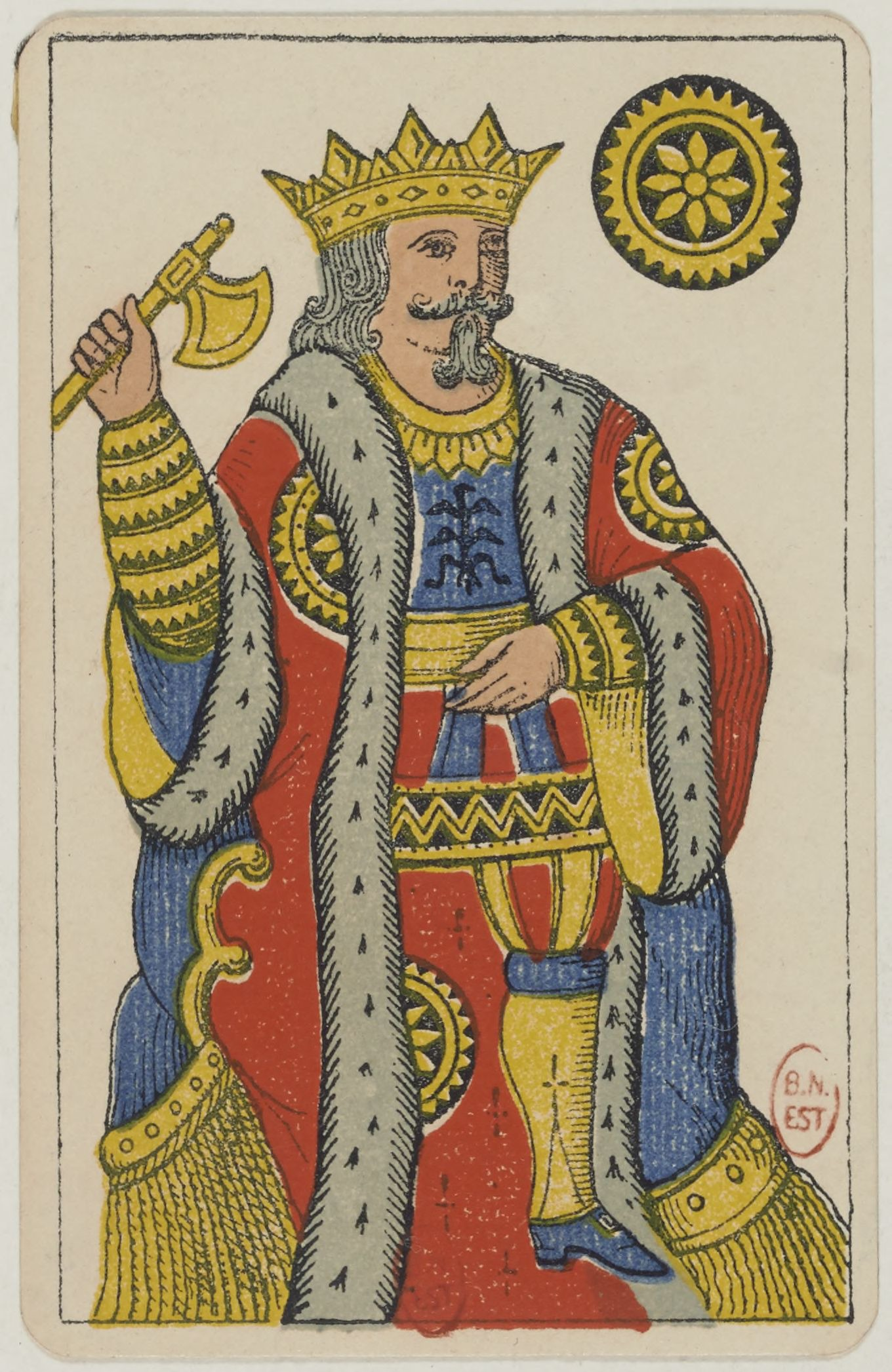
ملك النقد  (نمط أليوت).
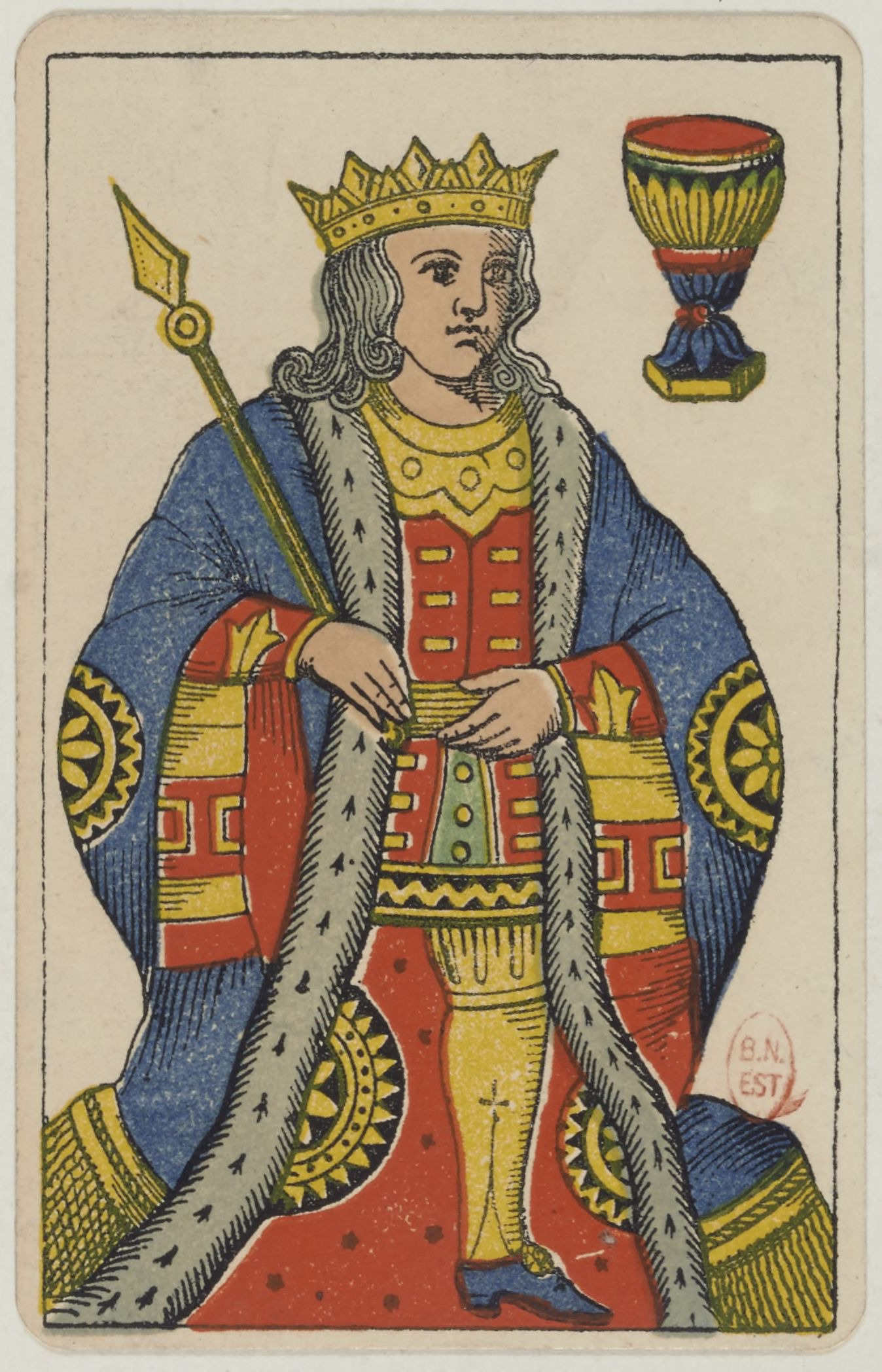
ملك الكؤوس  (نمط أليوت).
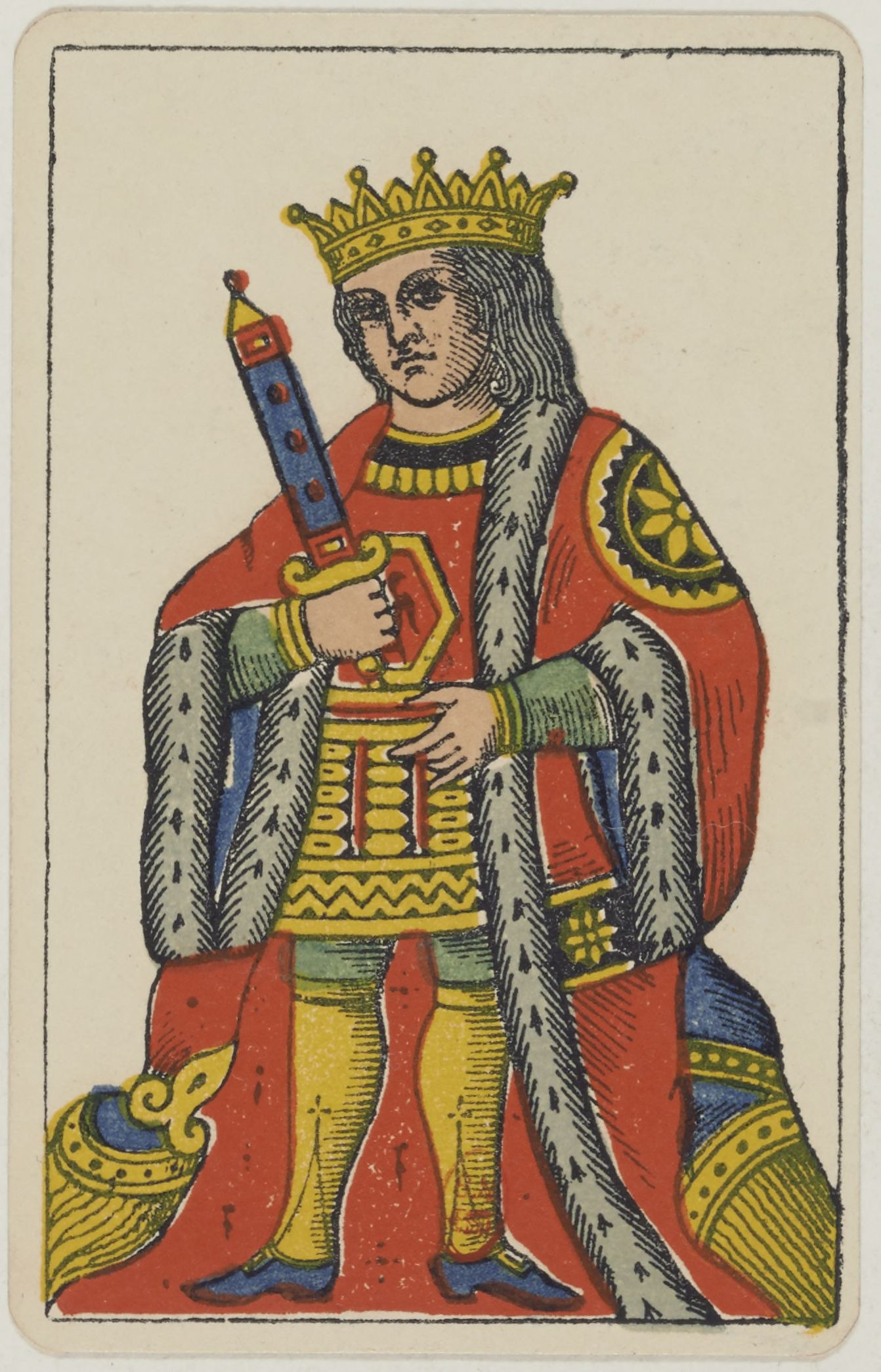
ملك السيوف (نمط أليوت).
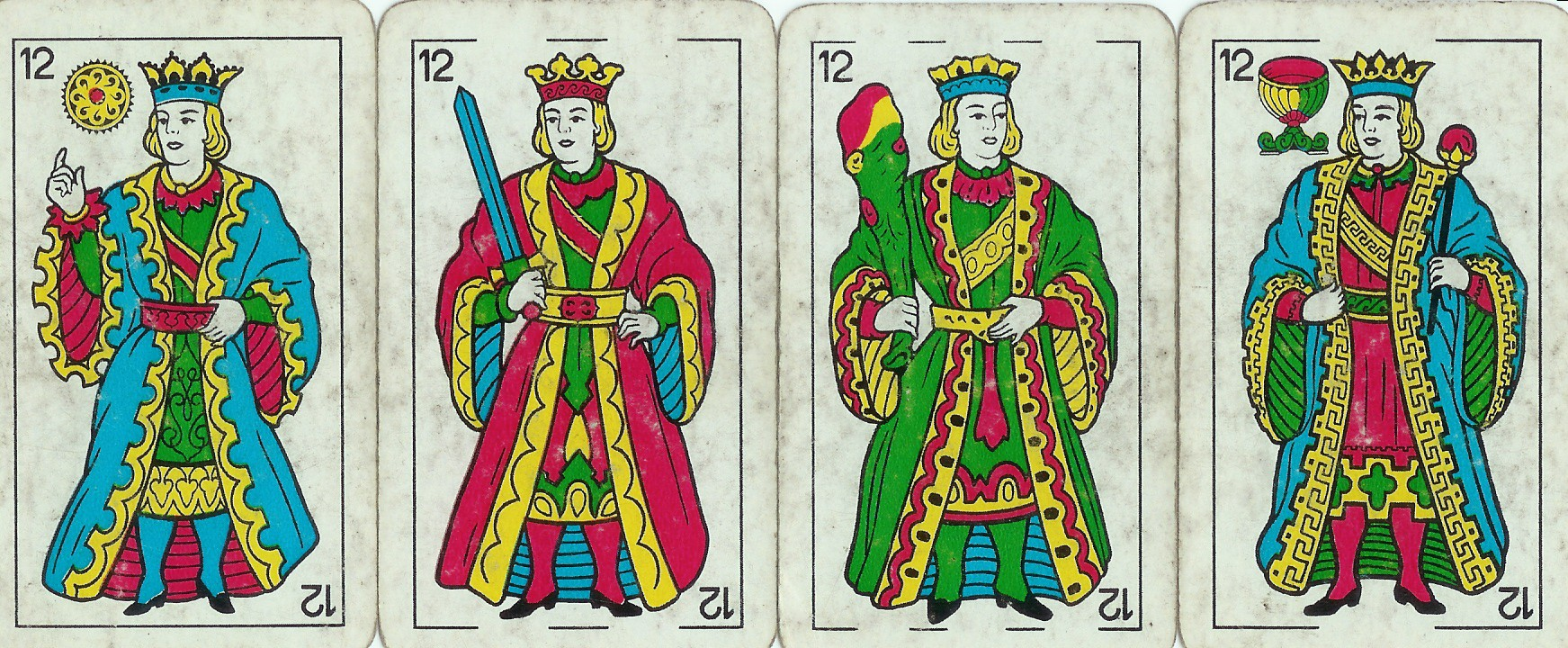
النمط الكتالوني.
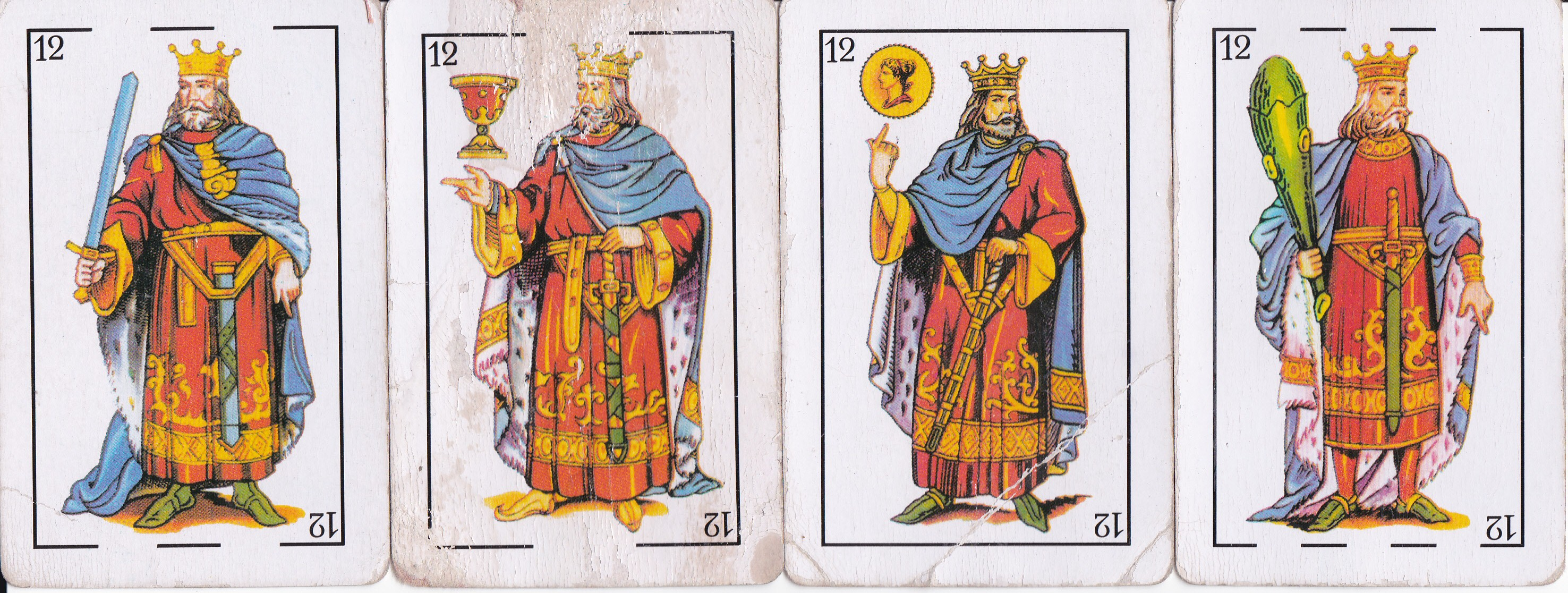
النمط القشتالي.

- أمثلة من بطاقات اللعب الألمانيّة:

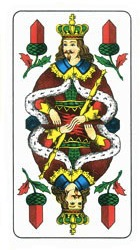
ملك الجوز (النمط السكسوني).
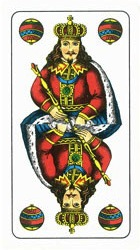
ملك الأجراس (النمط السكسوني).
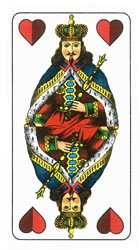
ملك القلوب (النمط السكسوني).
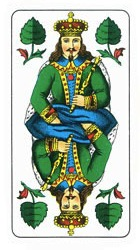
ملك الأوراق (النمط السكسوني).